# Haroldius borneensis
Haroldius borneensis är en skalbaggsart som beskrevs av Renaud Maurice Adrien Paulian 1993. Haroldius borneensis ingår i släktet Haroldius och familjen bladhorningar. Inga underarter finns listade i Catalogue of Life.